# Sala de Recepciones de Chōwaden
La Sala de Recepciones de Chōwaden es el edificio más grande del Palacio Imperial de Tokio. Es donde el Emperador de Japón y otros miembros de la familia imperial japonesa aparecen cada año nuevo y para el cumpleaños del soberano. También es donde se llevan a cabo algunas ceremonias y funciones oficiales de estado.
Los miembros de la familia imperial japonesa están detrás de un vidrio a prueba de balas en la varanda del Salón de Recepciones de Chōwaden cuando se presentan ante el público. Es costumbre que el emperador se dirija a las personas que se reúnen en la Plaza Kyūden Tōtei frente al edificio el 2 de enero (el día después del Día de Año Nuevo) y el 23 de diciembre (cumpleaños del Emperador Akihito) de cada año. Las multitudes a menudo se pueden ver ondeando banderas japonesas y gritando "banzai", o "larga vida" en japonés, en tales ocasiones.
En un extremo de la sala de recepciones de Chōwaden se encuentra la entrada de Kitakuruma-yose para los dignatarios visitantes.

## Galería de Imágenes

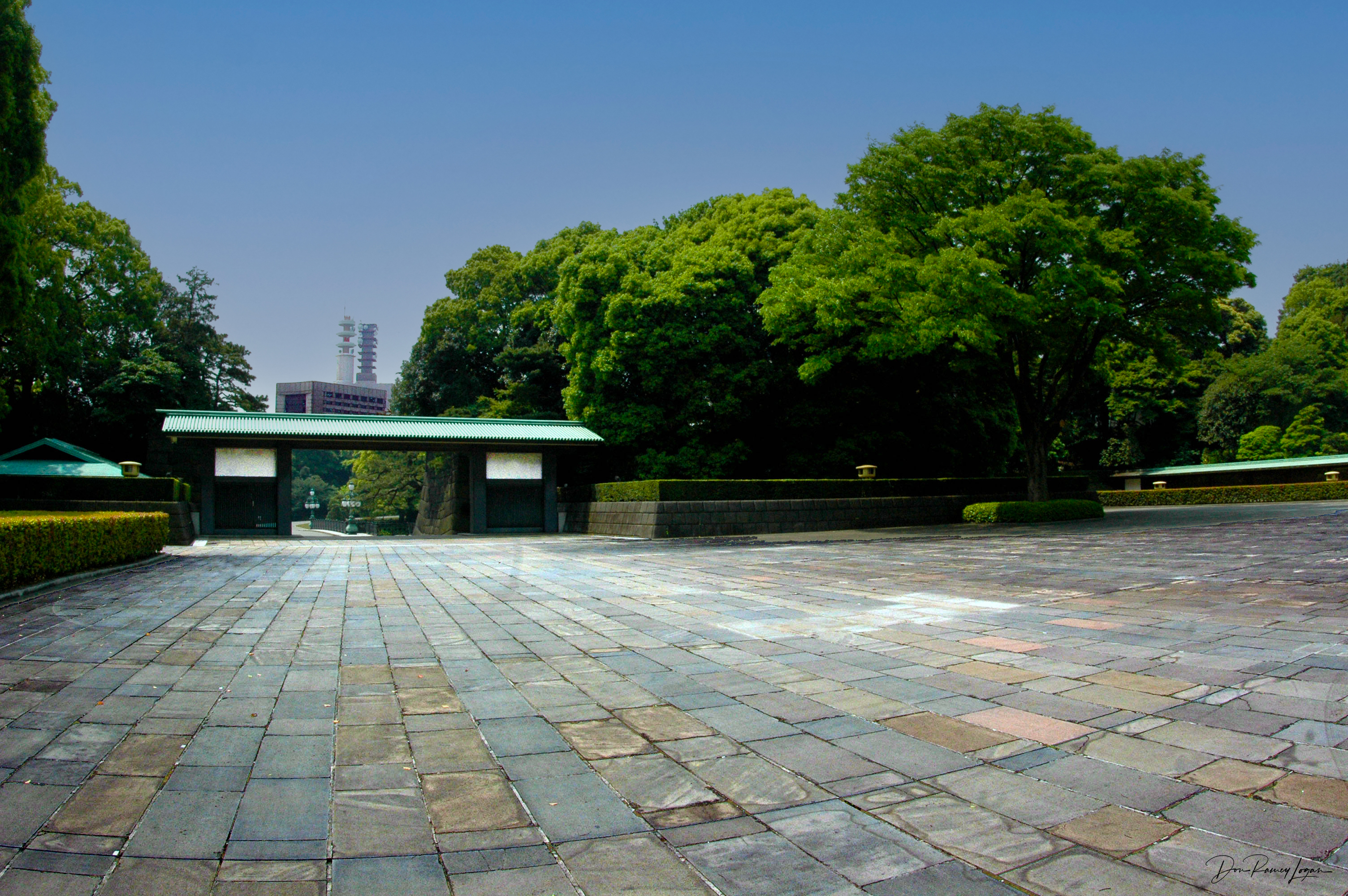
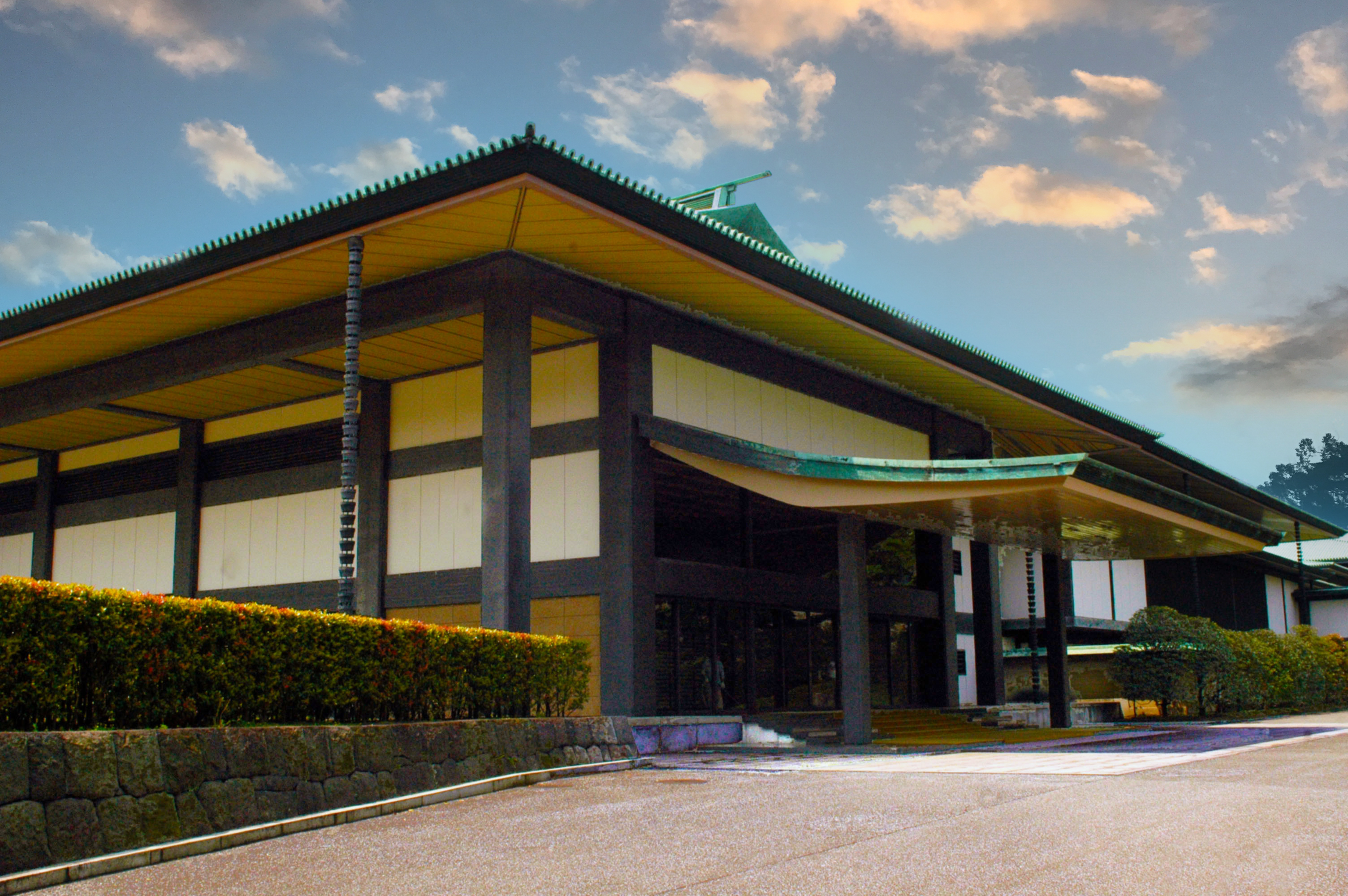
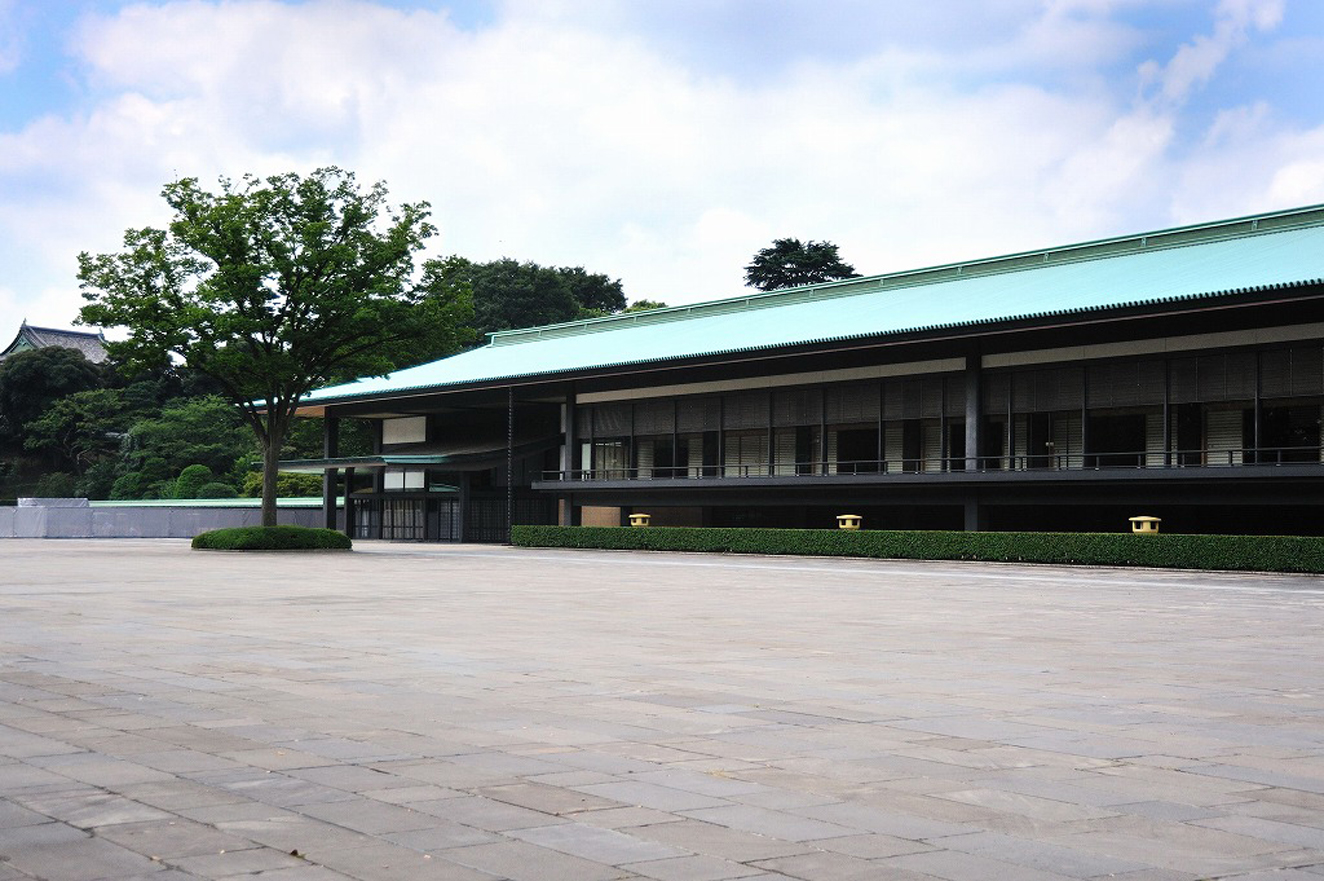
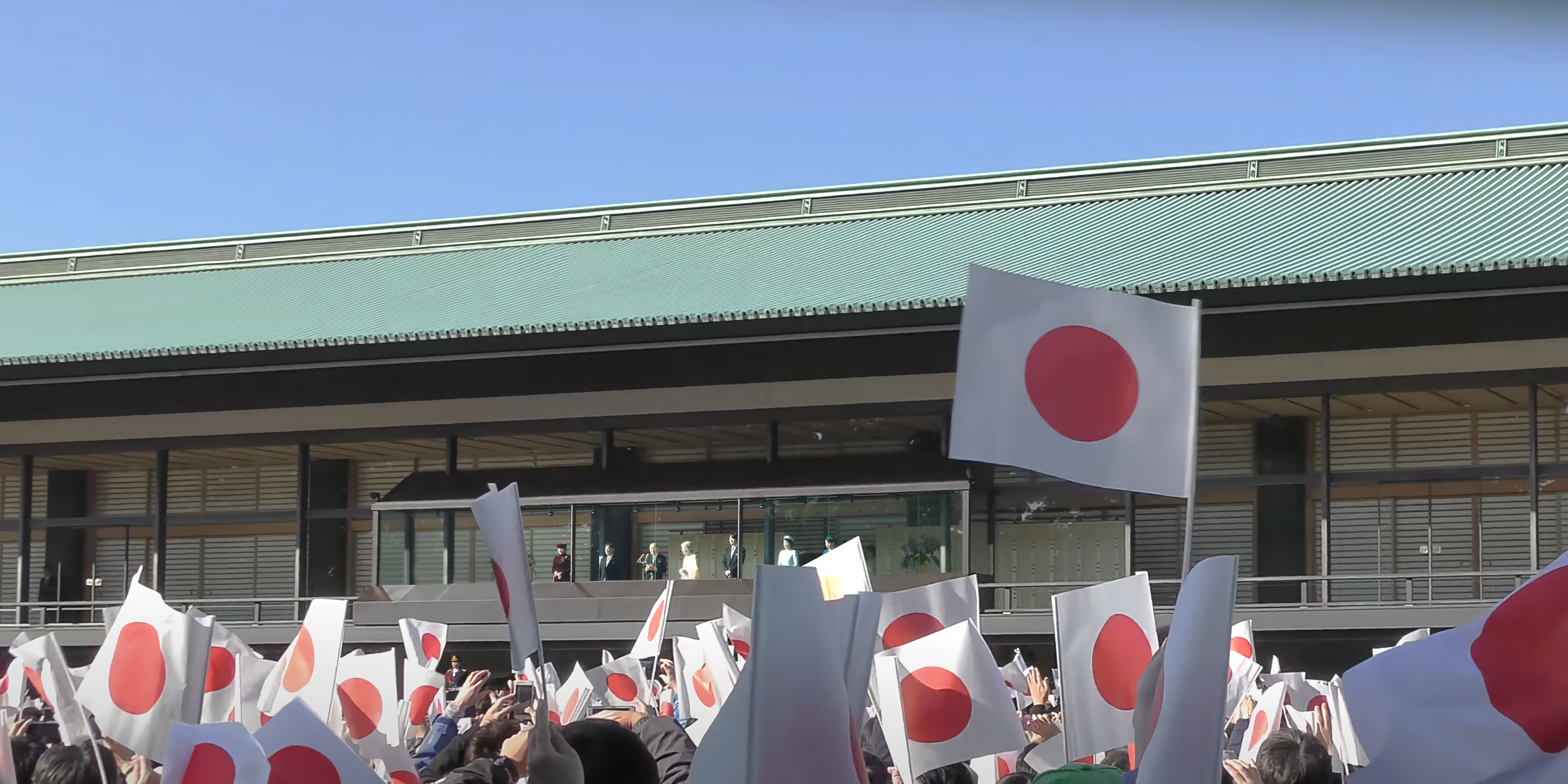
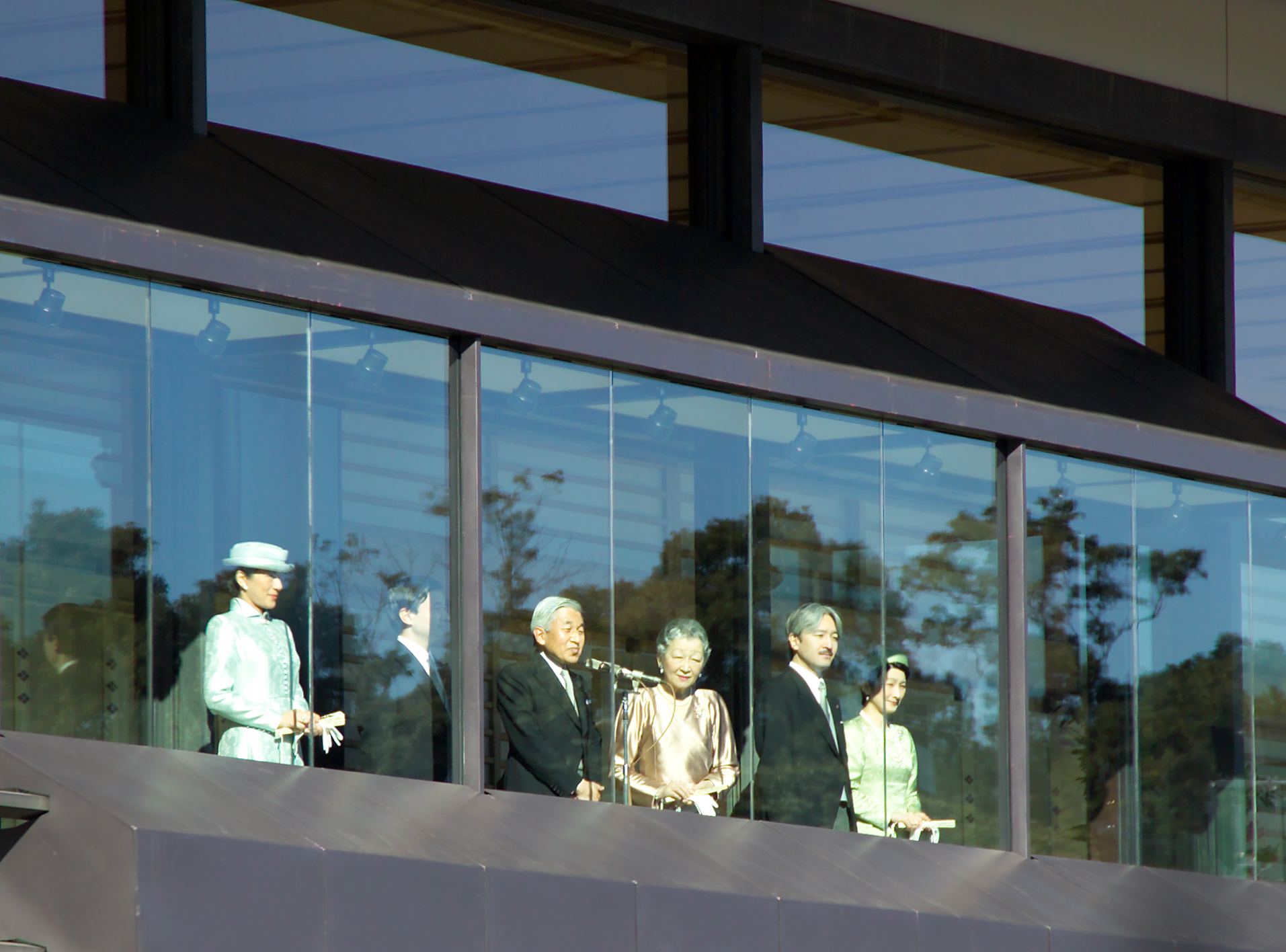